# Aparadora

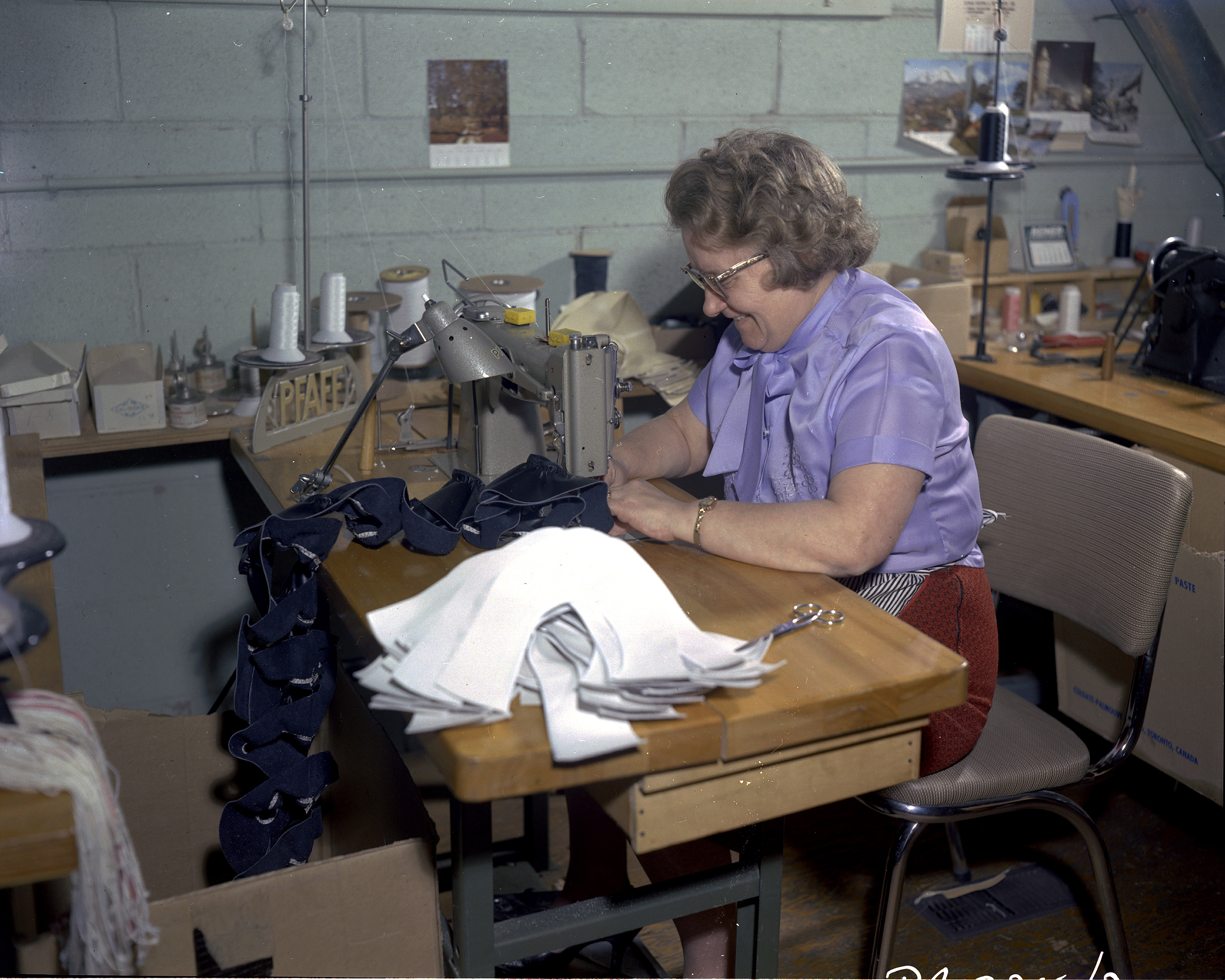
Aparadora cosiendo piezas para zapatos en la empresa Jaguar Shoes, en Calgary, Alberta, Canadá, 1963.

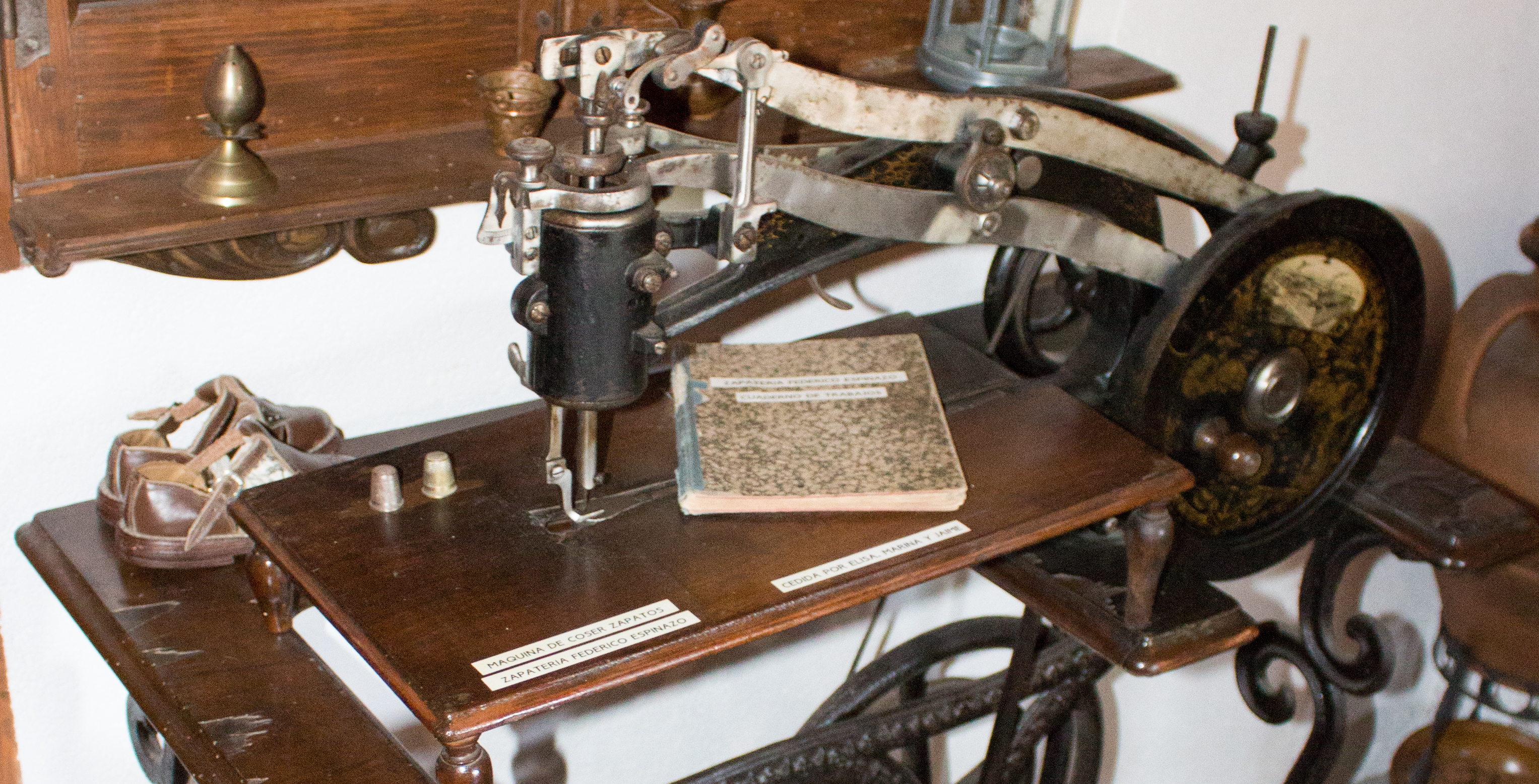
Antigua máquina de coser zapatos. Museo Etnológico de Puerto Seguro, Salamanca, España

Aparadora, en plural aparadoras, es la trabajadora que prepara (apara) y cose las piezas que componen el zapato u otro calzado. El material puede ser de piel -cordobán, cabritilla, de cuero- u otro material, ya sea de origen natural o sintético.

## Etimología y definición
El término aparadora o aparador proviene del latín tardío apparātor, -ōris 'preparador'. Aparadora es la trabajadora que cose las piezas de piel u otro material que componen el zapato.

## Situación laboral

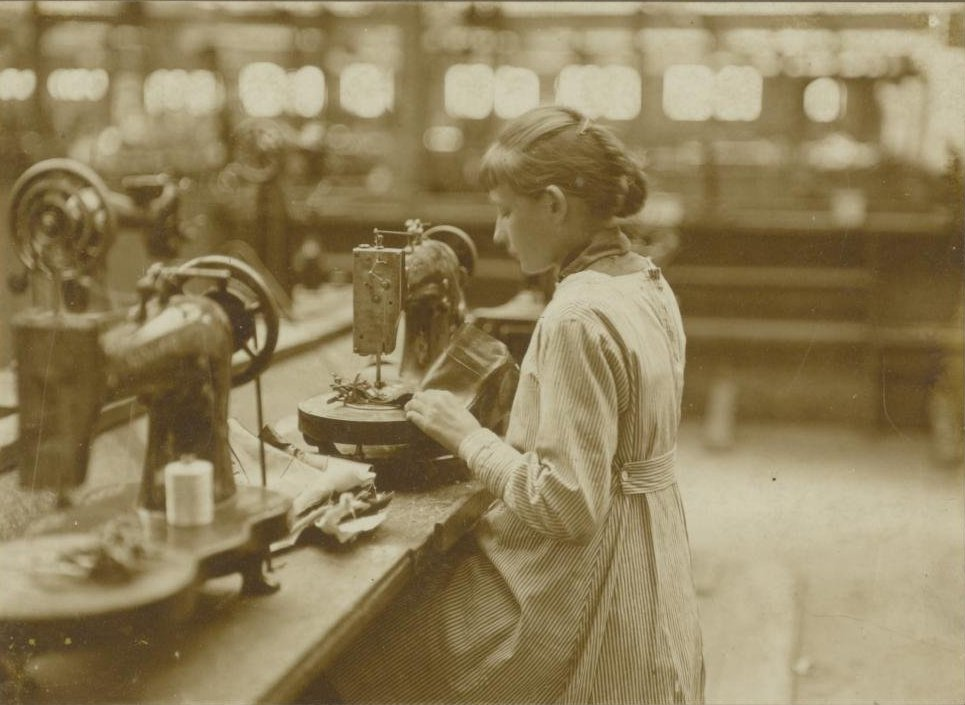
Máquina de ojales operada por una niña de 15 años; ese es un trabajo mucho más fácil que coser, uno lo aprende en unas pocas semanas. Fábrica de calzado 'Jan van Arendonk', Tilburg, Países Bajos, 1928

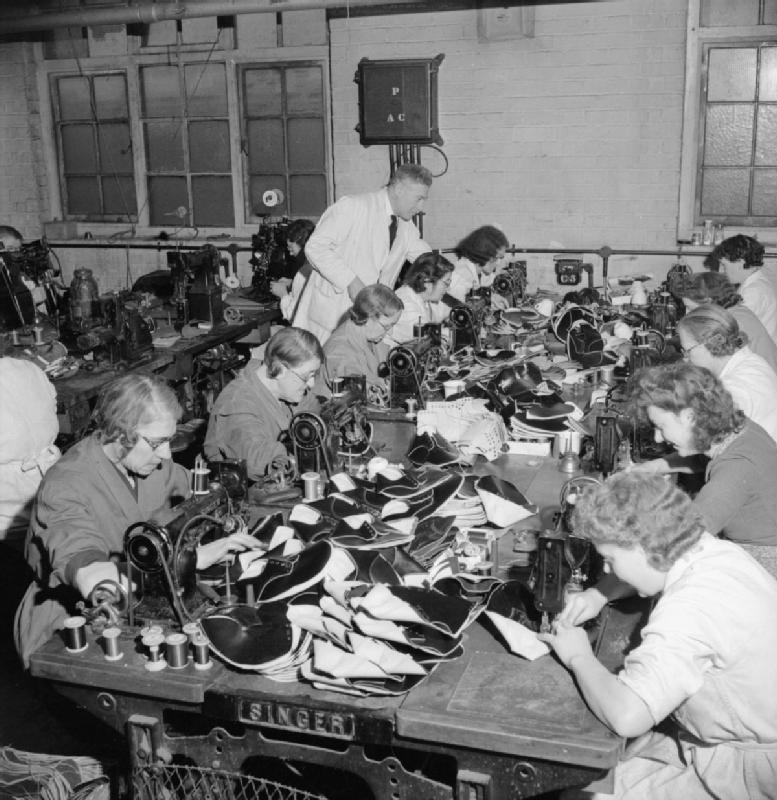
Fabricación de calzado para el 'Servicio Naval Real de Mujeres' (Wrens) durante la Segunda Guerra Mundial en una fábrica en Midlands, Inglaterra, Reino Unido, 1944

Las aparadoras del calzado trabajan en las fábricas y talleres de las empresas de calzado o, subcontratadas, en sus domicilios particulares. 
El trabajo de aparadora se considera uno de las ocupaciones feminizadas peor pagadas y que sufren la brecha de género -menor salario y peores condiciones de trabajo que los hombres y en muchas ocasiones sin contrato legal-.

### Aparadoras en las empresas de calzado
Suelen ser la mayoría, sino la totalidad, las mujeres que ocupan los puestos de trabajo en las secciones de aparado de las fábricas y talleres de zapatos y otro calzado -deportivo, sandalias, etcétera-. Generalmente las tareas de cosido han estado asignadas a mujeres por su mayor habilidad con las máquinas y con las manos y por la rentabilidad del bajo coste de la mano de obra femenina. El trabajo de aparadora se ha desarrollado históricamente en condiciones de precariedad, contratando a niñas menores de edad y en condiciones de semiesclavitud.

### Aparadoras en los domicilios
En muchos países las labores de cosido se subcontratan a mujeres que desarrollan el trabajo en sus domicilios, para ellos deben disponer de las máquinas adecuadas para el trabajo y el cosido de los materiales de piel, telas y cuero naturales o sintéticos utilizados en la elaboración del calzado.
Muchas de las mujeres que han realizado y realizan el trabajo de aparadora no están contratadas legalmente, cobran salarios míseros y no tienen ninguna cobertura sanitaria, de seguridad y salud laboral, ni por tanto cotizan para la pensión de jubilación, el seguro de desempleo o la baja laboral por enfermedad o accidente de trabajo.